# Corema album
Corema album är en ljungväxtart som först beskrevs av Carl von Linné, och fick sitt nu gällande namn av David Don. Corema album ingår i släktet Corema, och familjen ljungväxter. Inga underarter finns listade i Catalogue of Life.

## Bildgalleri

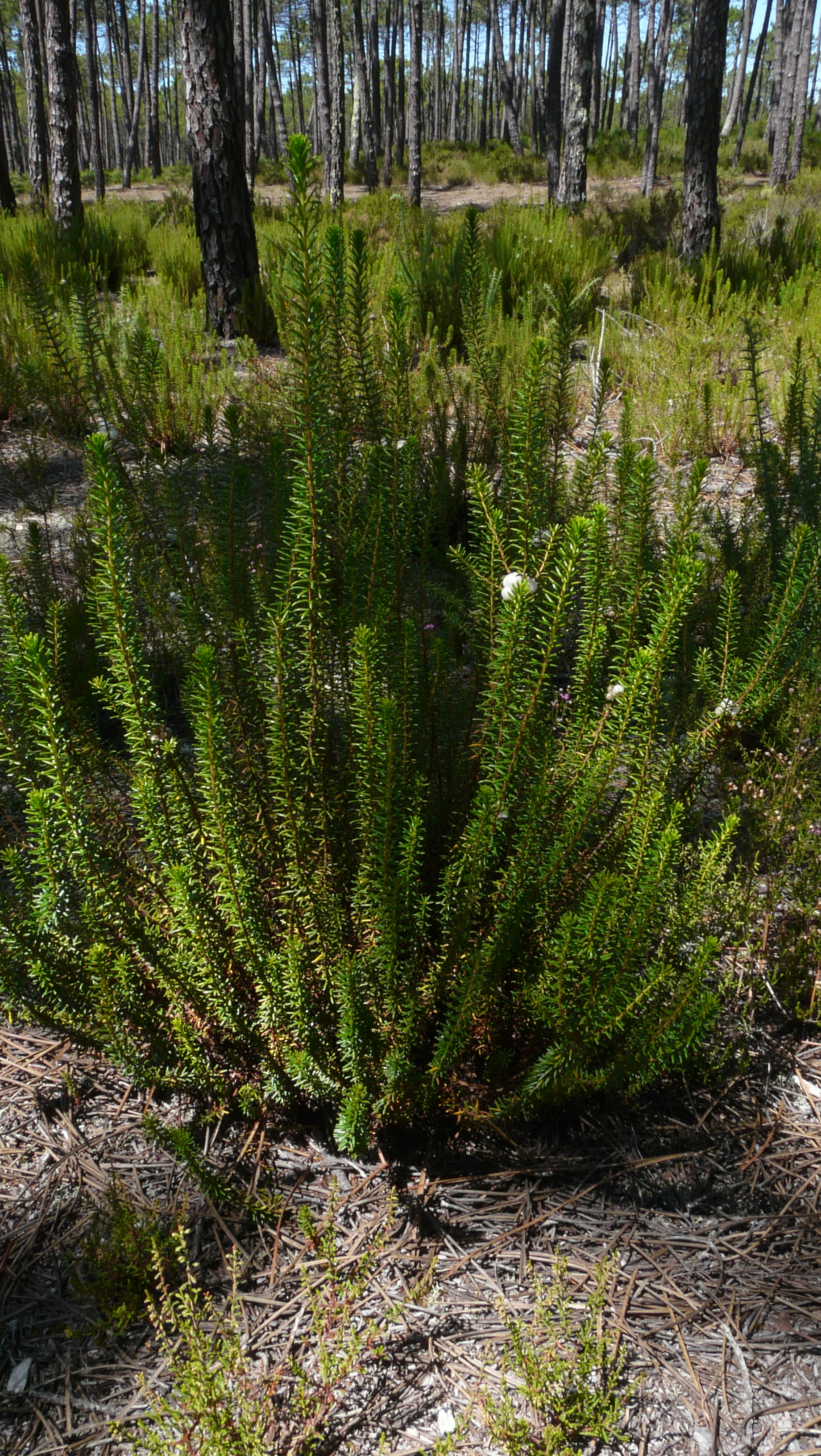
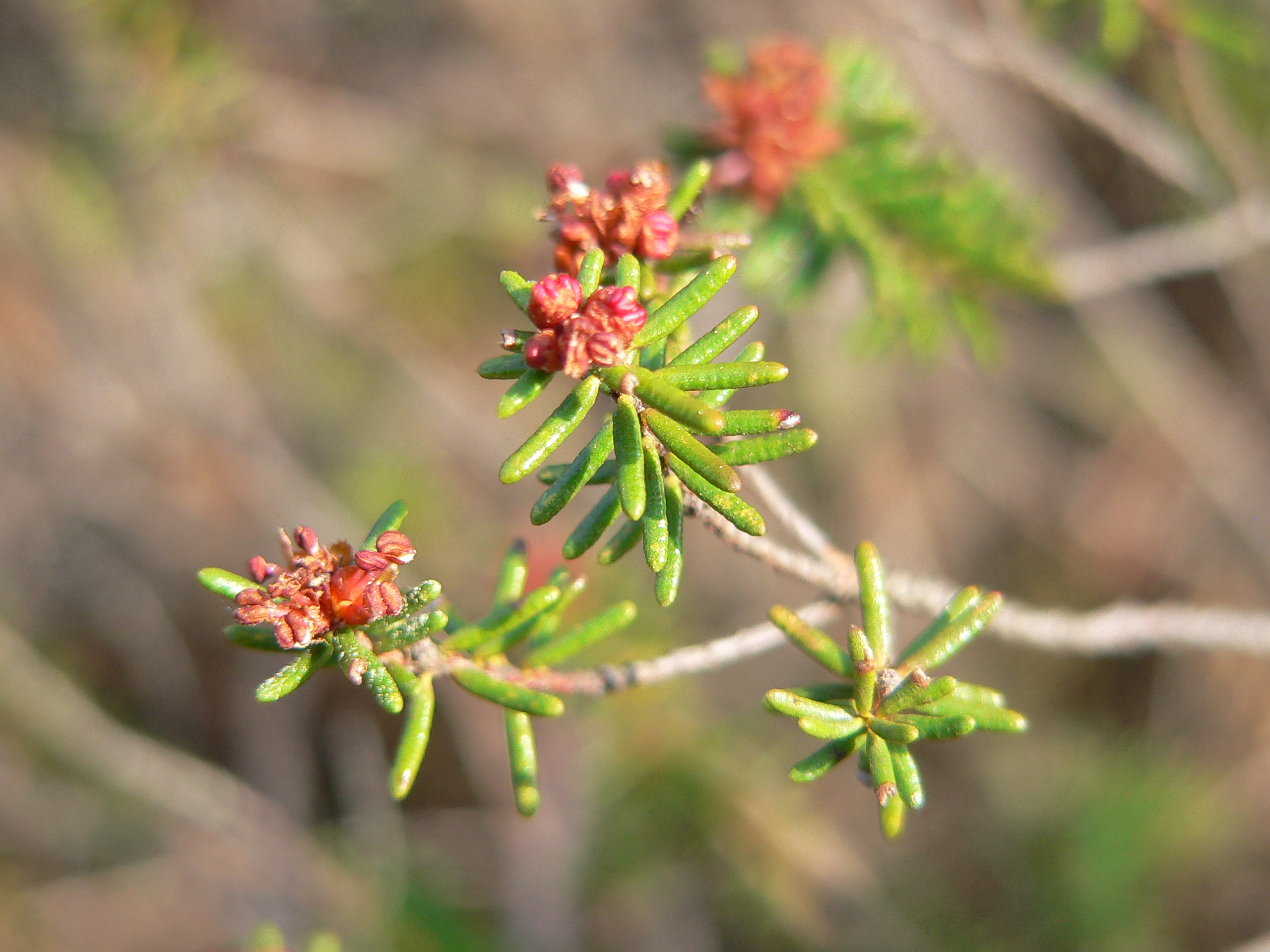